# Перген-Тайак
Перге́н-Тайа́к (фр. Pergain-Taillac) — коммуна во Франции, находится в регионе Юг — Пиренеи. Департамент — Жер. Входит в состав кантона Лектур. Округ коммуны — Кондом.
Код INSEE коммуны — 32311.

## География
Коммуна расположена приблизительно в 550 км к югу от Парижа, в 90 км северо-западнее Тулузы, в 50 км к северу от Оша.
На юго-востоке коммуны протекает река Жер.

## Климат
Климат умеренно-океанический. Лето жаркое и немного дождливое, температура часто превышает 35 °С. Зимой часто бывает отрицательная температура и ночные заморозки. Годовое количество осадков — 700—900 мм.

## Население
Население коммуны на 2010 год составляло 331 человек.
| 1962 | 1968 | 1975 | 1982 | 1990 | 1999 | 2010 |
| ---- | ---- | ---- | ---- | ---- | ---- | ---- |
| 441  | 383  | 307  | 270  | 283  | 285  | 331  |

## Администрация
| Период | Период | Фамилия       | Партия | Примечания |
| ------ | ------ | ------------- | ------ | ---------- |
| 2001   | 2008   | Иван Дюгарсен |        |            |
| 2008   | 2020   | Жизель Мютти  |        |            |

## Экономика
В 2010 году среди 205 человек трудоспособного возраста (15-64 лет) 145 были экономически активными, 60 — неактивными (показатель активности — 70,7 %, в 1999 году было 73,7 %). Из 145 активных жителей работали 134 человека (73 мужчины и 61 женщина), безработных было 11 (6 мужчин и 5 женщин). Среди 60 неактивных 20 человек были учениками или студентами, 22 — пенсионерами, 18 были неактивными по другим причинам.

## Достопримечательности
- Замок Манлеш (XIV век). Исторический памятник с 2006 года[4]
- Замок Ампель[фр.] (XIII век)